# Giovanni Cosattini
Giovanni Cosattini (Cittaducale, 5 gennaio 1878 – Udine, 1º agosto 1954) è stato un avvocato e politico italiano.

## Biografia
Fu uno dei pionieri del socialismo in Friuli, dove esercitava la professione ed era considerato uno dei più valenti legali. Seguace di Filippo Turati, amico fraterno di Giacomo Matteotti, sedeva al suo fianco alla Camera, quando il martire socialista denunciò le violenze e i brogli fascisti nelle elezioni del 1924 e proprio a Cosattini, che si congratulava, Matteotti rivolse la frase "Però voi adesso preparatevi a fare la mia commemorazione funebre". L'avvocato fu tre volte deputato, tra il 1919 e il 1925 delle legislature 25ª, 26ª e 27ª del Regno d'Italia. Fece parte della Secessione dell'Aventino, a seguito della legislazione del regime fascista, venne dichiarato decaduto insieme ai 123 deputati aventiniani nella seduta della Camera del 9 novembre 1926, riaperta per ratificare le leggi eccezionali fasciste o leggi fascistissime. Nel 1926 gli squadristi gli incendiarono la casa e lo studio, ma Cosattini non si piegò mai e i socialisti friulani, durante il regime, lo ebbero come riferimento. 
Durante la Guerra di liberazione, Cosattini rappresentò il Partito Socialista Italiano nel CLN provinciale e, dopo la sconfitta dei nazifascisti, fu designato sindaco di Udine. Per tre anni dedicò le sue energie e la sua competenza all'opera di ricostruzione e alla ripresa della vita civile e democratica della sua città, anche quando, nel 1946, fu eletto all'Assemblea Costituente; nel 1948, fu nominato senatore. 
Visse i suoi ultimi anni con l'angoscia di non aver più rivisto uno dei figli, Luigi, dirigente del Partito d'Azione: deportato dai tedeschi, Luigi non sarebbe mai più tornato da Buchenwald. Al sindaco della Liberazione, gli udinesi hanno intitolato una via.

### Vita familiare
Giovanni Cosattini ebbe cinque figli (due maschi e tre femmine), nati dal matrimonio con Renza Cuoghi, ciascuno protagonista di avventure meritevoli di essere conosciute. Il figlio maggiore, Luigi, docente di diritto civile, fu tra i fondatori del Partito d'Azione veneto; deportato a Buchenwald, trovò la morte in Germania durante un tragico tentativo di fuga. L'altro figlio Alberto, avvocato e anch'egli militante del PdA, diventerà il braccio destro di Ferruccio Parri a Milano nel cruciale periodo 1944-45 e poi suo segretario particolare durante il primo governo post Liberazione. Le tre figlie ebbero come mariti personaggi notevoli della galassia antifascista: Emilia sposò Gustavo Volterra, funzionario della Ras, figlio del matematico Vito Volterra, uno dei pochissimi docenti universitari che nel '31 rifiutarono il giuramento di fedeltà imposto dal regime; Giovanna si unì all'ingegnere torinese Enrico Carrara, figlio del professor Mario Carrara (genero di Lombroso), altro docente 'non-giurante'; Emma infine fu moglie di Giovanni Enriques, dirigente dell'Olivetti, attivo nella Resistenza.